# Impossible Remixes
Az Impossible Remixes az ausztrál énekesnő, Kylie Minogue negyedik remixalbuma, mely 1998. július 8-án látott napvilágot a Mushroom Records gondozásában. A lemez 1998-ban valósult meg, mialatt Minogue turnén volt az Intimate and Live Tour keretében és remixeket tartalmaz, melyek az 1997-ben megjelent hatodik stúdióalbumának, az Impossible Princess-nek a dalaiból készültek. Eredetileg 1999-ben jelent volna meg, azonban a Mushroom 1998 júliusában adta ki Ausztráliában azután, hogy 1998-ban kiadták az Egyesült Királyságnak szánt Mixes-t.
A lemezhez készült borító fotóit a brit fotográfus, Simone Emmett készítette, melynél Minogue saját kérése volt, hogy a borítón „sok szív lehessen” látható. Az Impossible Remixes negatív kritikákat kapott a kritikusoktól, akik unalmasnak és repetitívnek titulálták az anyagot. Az Impossible Remixes Minogue legmagasabb listás helyezést elért remixalbuma volt otthonában, Ausztráliában, ahol a lista 37. helyét szerezte meg.

## Háttér és kidolgozás
Az Impossible Remixes Minogue negyedik remixalbuma. 1997 novemberében kiadta Minogue hatodik stúdióalbuma az Impossible Princess. Ezután 1998 januárjában elkezdte a próbákat az alacsony költségvetésű turnéjának, mely az Intimate and Live Tour nevet kapta. Minogue eredetileg csak Ausztráliában akart fellépni a turnéja keretében, de akkora lett az érdeklődés az Egyesült Királyságban, hogy ott is fel kellett lépnie. Mivel a jegyek nagyon gyorsan elfogytak, ezért új koncerteket kellett meghirdetni Ausztráliában és az Egyesült Királyságban. Minogue 1998 júniusában kezdte el a turnét és megerősítette, hogy a „Cowboy Style” jelenik meg az Impossible Princess negyedik kislemezeként és hogy két remix albumot tervez kiadni, egyet Ausztráliában és egyet az Egyesült Királyságban.
1998 júliusában a Deconstruction és a Mushroom megerősítette a két remixalbum megjelenését, melyek a Mixes és az Impossible Remixes címet kapták. A Deconstruction azt nyilatkozta, hogy a Mixes album egy három bakelites szett formájában fog megjelenni a következő év folyamán. Azonban a rajongók hangot adtak aggodalmuknak, miszerint túl magasak lesznek a globális szállítási költségek és az import adók, valamint akkora volt az érdeklődés, hogy a Deconstruction dobta az ötletet és a lemezt dupla CD-n adta ki és bakelit szett megjelenését egy későbbi dátumra tolta. Ez lehetővé tette a Deconstruction számára, hogy hamarabb jelentesse meg a lemezt. Így a Mixes 1998. augusztus 3-án jelent meg az Egyesült Királyságban. Az Impossible Remixes 1998. július 8-án jelent meg a Mushroom Records gondozásában, de a korai példányokat már két hónappal korábban be lehetett szerezni.

## Fogalmazás
A lemez többségében ugyanazokat a dalokat tartalmazza, mint a Mixes, köztük a „Breathe” négy remixét, a „Did It Again” két remixét és egy remixet, mely a „Some Kind of Bliss”-hez készült. Emellett még három remixet találunk a lemezen, melyek Minogue promóciós kislemezéhez, a „Too Far”-hoz készültek. A remixek korábban már elérhetőek voltak Minogue kislemezeinek CD-in. Az Impossible Remixes-en egy olyan remix van, mely nem szerepel a Mixes-en. Ez pedig a „Breathe” TNT Club remix. Az összes dalnak Minogue volt a társszerzője, aki olyan szerzőkkel dolgozott együtt, mint James Dean Bradfield, Dave Ball, Ingo Vauk, Steve Anderson és David Seaman. 1997-ben Minogue Los Angeles-be repült, hogy újra felénekelje a vokálokat a „Breathe” remixeihez.

## Műalkotás és borító
A lemezhez készült borító fotóit a brit fotográfus, Simone Emmett készítette, míg a dizájnt Andrew Murabito. A lemez borítón, valamint a promóciós fotókon Minogue-ot láthatjuk ülve és térdelve. A fotózás végeztével Minogue felkérte Emmett-et, hogy készítse el a borító fotókat a „Cowboy Style” kislemezhez. Legutóbbi közös munkájuk a Glamour magazin fotózása volt 2012 júliusában. A forgatásokon készült képek egyike, mely nem lett felhasználva a lemez borítókhoz és a promóció kapcsán megjelent Minogue fotóalbumaiban, mint a Kylie / Fashion és az 1997-es Other Sides EP-n.
A fotóalbumban Emmett a következőket nyilatkozta a „Cowboy Style” és az Impossible Remixes fotózásai kapcsán, hogy „Ha Kylie-ról van szó, akkor a divatban nincsenek korlátok. Természetes dinamizmusa és stabilitása túlszárnyal minden tipikus kiegészítőn és kelléken. Nagyon jó hasznát vettük itt a köztünk lévű összhangnak.” Minogue akkoriban a következőt nyilatkozta a fotózásról, azt mondván „Sok mindennek, amit abban az időben csináltam alacsony költségvetése volt, ezért sok dolgot otthonról vittem magammal. Egy nagyszerű és egyszerű fotózás volt sok szívvel.”

## Kiadás és fogadás
Az Impossible Remixes negatív véleményeket kapott a zenei kritikusoktól. Jenny Stanley-Clarke, aki a Kylie: Naked életrajzot írta úgy érezte, hogy „ez a kiadvány nem tűnt másnak annál, mint hogy Kylie teljesítse vele szerződésbeli kötelezettségét a Deconstruction-nel”. Ugyanakkor dícsérte azt, hogy „nagy nevű” DJ-k is részt vettek a projektben.
Brendan Swift az AllMusic-tól csak másfél csillagot adott a lemeznek az ötből, mellyel ez lett Minogue legkevesebbre értékelt remixalbuma és lemeze a honlapon. Kritikájában megjegyezte, hogy a lemez anyaga nem volt új és úgy érezte, hogy a kiadvány unalmas volt és repetitív. Példának megemlítette a „Did It Again” Razor-n-Go remixét.
Az Impossible Remixes korai példányai segítettek a lemeznek a 37. helyet megszerezni az ausztrál lemezeladási listán 1998. július 26-án, mely így azon a héten a negyedik legmagasabban debütált lemez volt a listán. A remixalbum első hetében Minogue albuma, az Impossible Princess a kilencedik helyet érte el. Ez lett Minogue egyetlen listán szereplő és legmagasabb helyezést elért remix lemeze Ausztráliában és második válogatáslemeze, ami felkerült a listára. A lemez a következő héten a 39. helyre esett vissza, míg az Impossible Princess a 11. helyre.

## Számlista
| 1. | Too Far (Brothers in Rhythm Mix)                              | Kylie Minogue                         | 10:21 |
| 2. | Breathe (TNT Club Mix)                                        | Minogue, Dave Ball, Ingo Vauk         | 6:45  |
| 3. | Did It Again (Trouser Enthusiasts' Goddess of Contortion Mix) | Minogue, Steve Anderson, Dave Seaman  | 10:22 |
| 4. | Breathe (Tee's Freeze Mix)                                    | Minogue, Ball, Vauk                   | 6:59  |
| 5. | Some Kind of Bliss (Quivver Mix)                              | Minogue, James Dean Bradfield, Seaman | 8:39  |

| 1. | Too Far (Junior Vasquez Mix)         | Minogue                   | 11:44 |
| 2. | Did It Again (Razor-n-Go Mix)        | Minogue, Anderson, Seaman | 11:21 |
| 3. | Breathe (Sash! Club Mix)             | Minogue, Ball, Vauk       | 5:20  |
| 4. | Too Far (Brothers in Rhythm Dub Mix) | Minogue                   | 8:31  |
| 5. | Breathe (Nalin & Kane Remix)         | Minogue, Ball, Vauk       | 10:11 |

## Slágerlista
| Slágerlista (1998)       | Legjobb helyezés |
| ------------------------ | ---------------- |
| Ausztrália (ARIA Charts) | 37               |

## Fordítás
- Ez a szócikk részben vagy egészben  az   Impossible Remixes című angol Wikipédia-szócikk fordításán alapul.  Az eredeti cikk szerkesztőit annak laptörténete sorolja fel. Ez a jelzés csupán a megfogalmazás eredetét és a szerzői jogokat jelzi, nem szolgál a cikkben szereplő információk forrásmegjelöléseként.